# Nicola Saggio

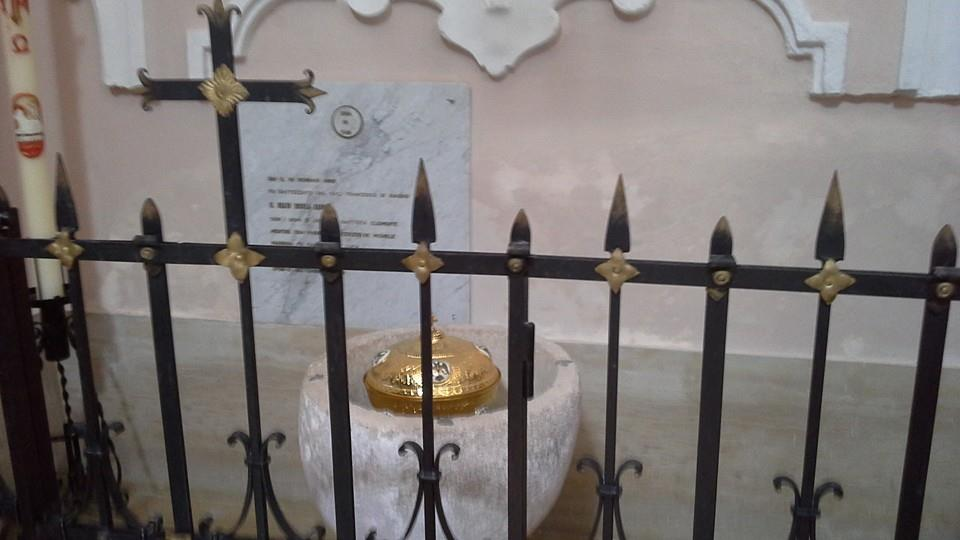
A pia onde foi batizado o beato Nicola Saggio.

Nicola Saggio (Longobardi, 6 de janeiro de 1650 — Roma, 3 de fevereiro de 1709) foi um religioso italiano da Ordem dos Mínimos, beatificado pelo Papa Pio VII em 1786.
Sua canonização foi em 23 de novembro de 2014.

## Biografia
Nasceu como Giovanni Battista Clemente, em 1650, de uma família humilde de Longobardi, sendo seus pais Fulvio e Aurelia Pizzini. Giovanni tinha quatro irmãos: Antonio e Domenica, gêmeos; Muzio e Nicola.
Escolheu o nome de Nicola, quando entrou na Ordem dos Mínimos.
Faleceu em 1709 em Roma de infecção pulmonar, gritando: "Paradiso, paradiso..."